# آ حرشفية فضية
آ حرشفية فضية  (الاسم العلمي: Aa argyrolepis) هي نوع من النباتات يتبع جنس الآ من الفصيلة السحلبية.